# Sarsen

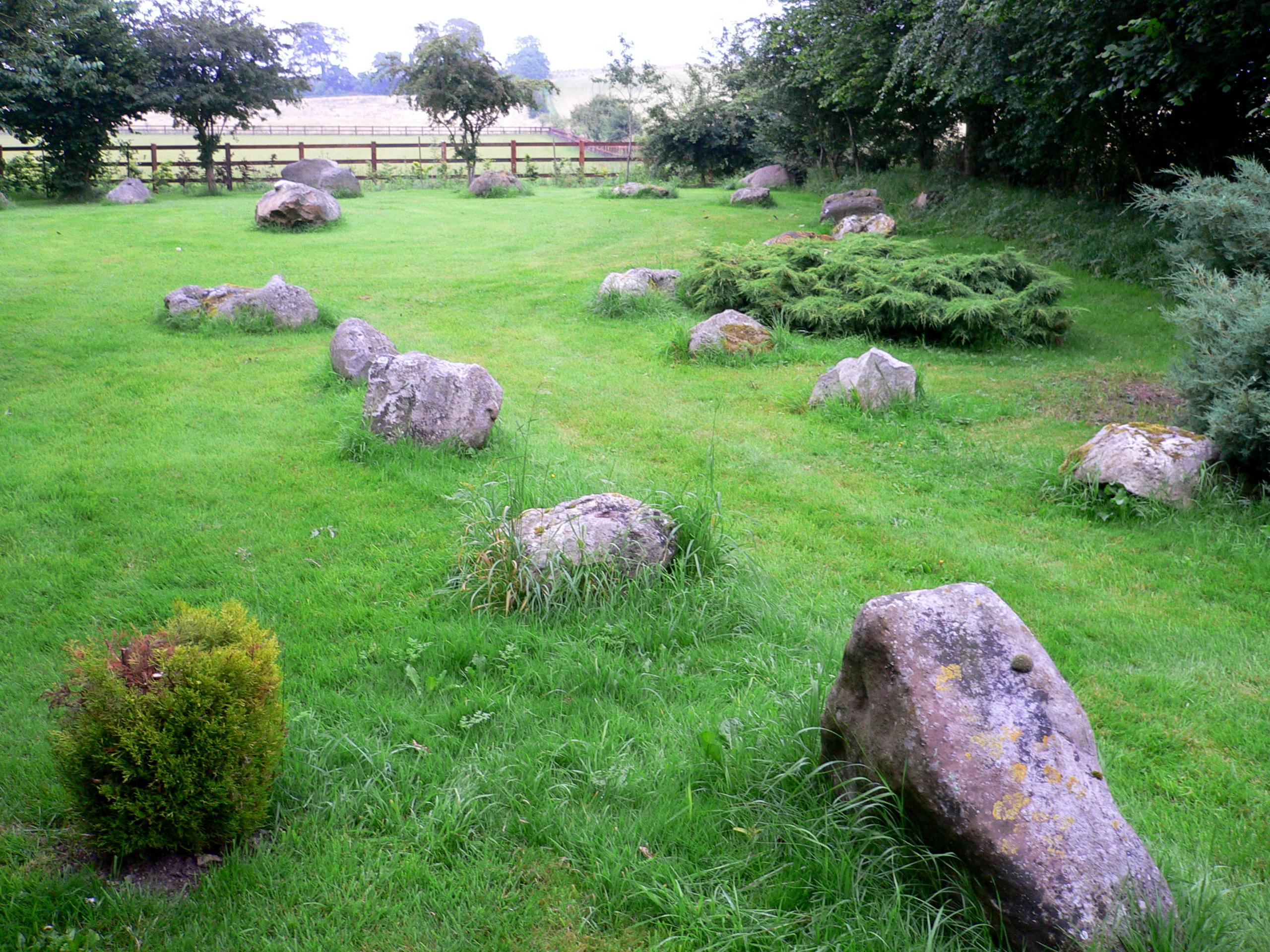
Sarsensteine in Wiltshire

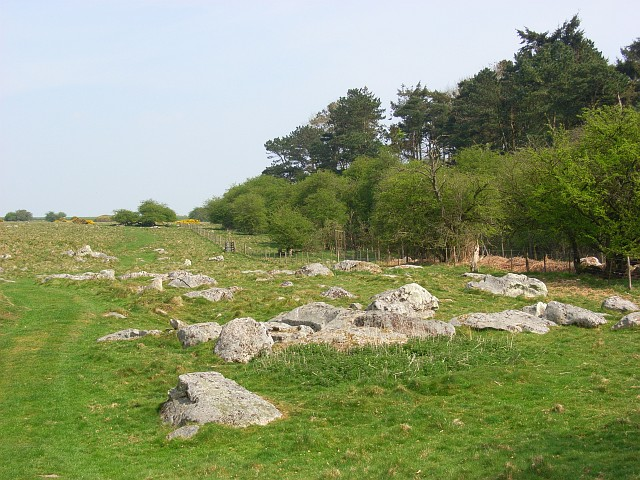
Sarsensteine in den Marlborough Downs

Sarsensteine sind Sandsteinblöcke, die in großer Zahl in England vorkommen, und zwar auf der Hochebene von Salisbury,  in der Hügellandschaft der  Marlborough Downs, in Kent sowie in geringerer Zahl in Berkshire, Essex, Oxfordshire, Dorset und Hampshire.
Sie sind die postglazialen Überreste einer oberen Schicht von Silcreten aus dem Känozoikum, die einmal einen großen Teil von Südengland bedeckten. Es handelt sich um ein dichtes, hartes Gestein, das aus Sand entstanden ist, der durch einen Zement aus Siliziumdioxid gebunden wurde, wodurch eine Art silifizierter Sandstein entstand. Man nimmt an, dass dies auf eine Verwitterung durch Silifizierung von Sedimenten aus dem  Paläozän während des Neogens bis ins Quartär zurückzuführen ist, als Ergebnis von Säureauswaschung.
Das englische Wort sarsen (Aussprache ['sa:sǝn]) ist eine Verkürzung von Saracen stone, wobei „sarazenisch“ mit „heidnisch“ gleichzusetzen ist. Insofern bedeutet sarsen so viel wie „Heidenstein“, „Stein der Heiden“.
Die Erbauer von Stonehenge benutzten Sarsensteine. Auch Avebury und andere megalithische Denkmäler in Südengland, wie die Medway Tombs, wurden mit Sarsensteinen erbaut.